# 渋谷節子
渋谷 節子（しぶや せつこ、1966年〈昭和41年〉7月8日 - ）は、日本の文化人類学者・翻訳家。福知山公立大学教授。出生名は小和田 節子（おわだ せつこ）。
第22代国際司法裁判所（ICJ）所長・小和田恆の三女。皇后雅子の実妹。

## 経歴

### 生い立ち
1966年（昭和41年）7月8日、スイス連邦のジュネーヴ市で、当時在ソ連日本国大使館一等書記官・小和田恆の三女として生まれた。長姉は雅子であり、節子の双生児として生まれた次姉が礼子である。生後しばらく同国ベルンの在スイス日本国大使館大使公邸で育てられた。
1969年（昭和44年）、父の恒が国際連合日本政府代表部に赴任したため、一家でアメリカ合衆国・ニューヨーク州に住んだ。2歳から4歳までの2年間で同州ニューヨーク市の2つの幼稚園に通った。田園調布雙葉小学校、田園調布雙葉中学校・高等学校を経て、1991年（平成3年）、東京大学文学部英語英米文学科卒業後、本田技研工業に入社。二輪本部北米部に配属されてカナダに駐在した。
本田技研工業に2年間勤めた後の1992年（平成4年）、異文化理解・文化摩擦・人種問題などに興味を持って東京大学教養学部教養学科に学士入学し、文化人類学を学んだ。卒業後はハーバード大学大学院社会人類学専攻博士課程に入学して「ベトナム農村の家族と社会変容」を研究し、人類学博士号を取得。ジュネーブ現代アジア研究所客員研究員を経て、東京大学非常勤講師（2009年 - 2011年）、国際基督教大学非常勤講師（2011年 - 2012年）、早稲田大学非常勤講師（2013年 - 2015年）を歴任した。その間、1997年（平成9年）に翻訳家として初の著書を出版した。2013年（平成25年）4月、星槎大学共生科学部教授に就任した。
2019年（平成31年）1月29日、福知山公立大学地域経営学部教授（多文化共生論）に就任。

### 私生活
1999年（平成11年）、ハーバード大学大学院在学中に出会った同大学院生の邦人医師・渋谷健司と米国ボストンにて結婚した。2017年に離婚した。離婚後も、教員を務める大学の公式サイト（2019年5月現在）・著書（2019年3月に刊行）において、「渋谷節子」の氏名を用いている。

## 年譜
- 1966年（昭和41年）7月8日、スイス連邦のジュネーヴ市にて誕生。
- 1984年（昭和59年）、田園調布雙葉高等学校入学。
- 1985年（昭和60年）4月、東京大学文学部英語英米文学科入学。
- 1992年（平成4年）、東京大学教養学部教養学科学士入学。
- 2003年（平成15年）、ハーバード大学大学院社会人類学博士課程修了。

## 親族
- 父：小和田恆 - 外交官、国際法学者。国連大使、外務事務次官。第22代国際司法裁判所（ICJ）所長。
- 母：小和田優美子 — 日本ユニセフ協会評議員
- 姉：皇后雅子 - 第126代天皇・徳仁の皇后。
- 双子の姉：池田礼子 - 国際公務員。

他は

## 論文・文献
- 『メコンデルタ・カントー省の家族と社会』ベトナムの社会と文化（2000年）
- 『Living with Uncertainty: The Vietnamese Family in the Rural Mekong Delta』（ハーバード大学・2001年）
- 『Modernity in Southeast and East Asia: From Anthropological Perspectives』星槎大学紀要（共生科学・2013年）
- 『The Economic Life of Vietnamese Peasants in the Mekong Delta』星槎大学附属研究センター研究収録（2014年）
- 『教育の目的の多様性と異文化の共生についての一考察』星槎大学紀要（共生科学・2014年）
- 『ベトナム・メコンデルタの開拓におけるクメール人とベトナム人の役割-ティエンザン省カイベー県の事例にみる共生の歴史』日本共生科学会（共生科学・2015年）
- 『Moral Economy vs. Political Economy Debate Revisited: The Case of the Vietnamese Peasants in the Mekong Delta』星槎大学紀要（共生科学・2015年）
- 『ベトナムで広がる経済格差に関する研究：政治経済的変化の中を生きる人々の共生を考える』星槎大学附属研究センター研究収録 （2015年）
- 『ベトナムの農村における戦時の記憶と今の社会関係』（日本共生科学会・2016年）
- 『人間の安全保障と異文化理解：共生社会実現のために』星槎大学附属研究センター研究収録（2016年）
- 『ベトナム・メコンデルタの村の家族と都市の仕事』（日本共生科学会・2017年）
- 『人間の安全保障と異文化理解：多文化共生社会の実現に向けて』星槎大学附属研究センター研究収録（大嶋英一・山脇直司と共著・2018年）
- 『Urbanization, Jobs, and the Family in the Mekong Delta, Vietnam Journal of Comparative Family Studies』（2018年）
- 『在留ベトナム人の多様性：多文化共生社会に向けた一考察』（2021年）

### 文献
- 『Confucianism in Vietnam Hochiminh City Publishing House』（2002年）
- 『共生への学び』 (ダイヤモンド社・2014年）
- 『Living with Uncertainty: Social Change and the Vietnamese Family in the Rural Mekong Delta Institute of Southeast Asian Studies』（2015年）
- 『共生科学概説 共生社会の構築のために』（2019年・星槎大学出版会）

### 訳書
- 『色彩の魔術-あなたを幸運にみちびく』ゾラー著（DHC・1997年）ISBN 4887240988
- 『幸せな子-アウシュビッツを一人で生き抜いた少年』トーマス・バーゲンソール著（朝日新聞出版・2008年）池田礼子共訳 ISBN 978-4022503473
- 『アウシュビッツを一人で生き抜いた少年』トーマス・バーゲンソール著（朝日新聞出版・2012年）池田礼子共訳 ISBN 978-4022617156
- 『ぼくを見つけてくれた犬たち』ケン・フォスター著（朝日新聞出版・2009年）ISBN 978-4022506702

### 公演
- 『The Meaning of Parents in Contemporary Vietnam: A Case Study of Generational Relationships in a Rural Area of the Mekong Delta』（Harvard East Asia Scholar's Graduate Student Conference on East Asia 1999年）
- 『農業以外の仕事と家族：ベトナム・メコンデルタ農村の事例』（東京都立大学人類学研究会 2001年）
- 『Supporting Parents in Uncertainty: Filial Piety in the Rural Mekong Delta』（Third International Conference on Confucianism in Vietanam 2001年）
- 『Family and Jobs outside of Agriculture: A Case Study in the Rural Mekong Delta』（立命館アジア太平洋大学研究会 2010年）
- 『グローバル時代の日米越の教育における文化的背景の比較ー失敗の意義の相違について考える』（第48回日本文化人類学会研究大会 2014年）
- 『ベトナム・メコンデルタの開拓史に関する研究ーカイベー県の歴史におけるクメール人とベトナム人の古民家の位置づけ』（第49回日本文化人類学会研究大会 2015年）
- 『Industrialization, Urbanization, and the Family in the Mekong Delta, Vietnam』（International Convention of Asia Scholars 9 2015年）
- 『Changing Family in the Rural Mekong Delta: Working outside of Farming』（The 119th Annual Meeting of American Anthropological Association 2015年）
- 『Working Young People and Their Families in Vietnam: the Case of the Rural Mekong Delta』（The 120th Annual Meeting of American Anthropological Association 2016年）